# Habranthus unifolius
Habranthus unifolius là một loài thực vật có hoa trong họ Amaryllidaceae. Loài này được (Arechav.) Traub mô tả khoa học đầu tiên năm 1951.